# Lhokpawoh Utara
Lhokpawoh Utara är ett berg i Indonesien.   Det ligger i provinsen Aceh, i den västra delen av landet, 1 500 km nordväst om huvudstaden Jakarta. Toppen på Lhokpawoh Utara är 10 meter över havet.
Terrängen runt Lhokpawoh Utara är platt åt sydväst, men åt nordost är den kuperad. Havet är nära Lhokpawoh Utara åt sydväst.